# Radio Mogadischu
Radio Mogadischu, somalisch Radio Muqdisho, arabisch راديو مقديشو, ist der staatliche Radiosender Somalias und untersteht dem Ministerium für Information, Post und Telekommunikation.

## Geschichte

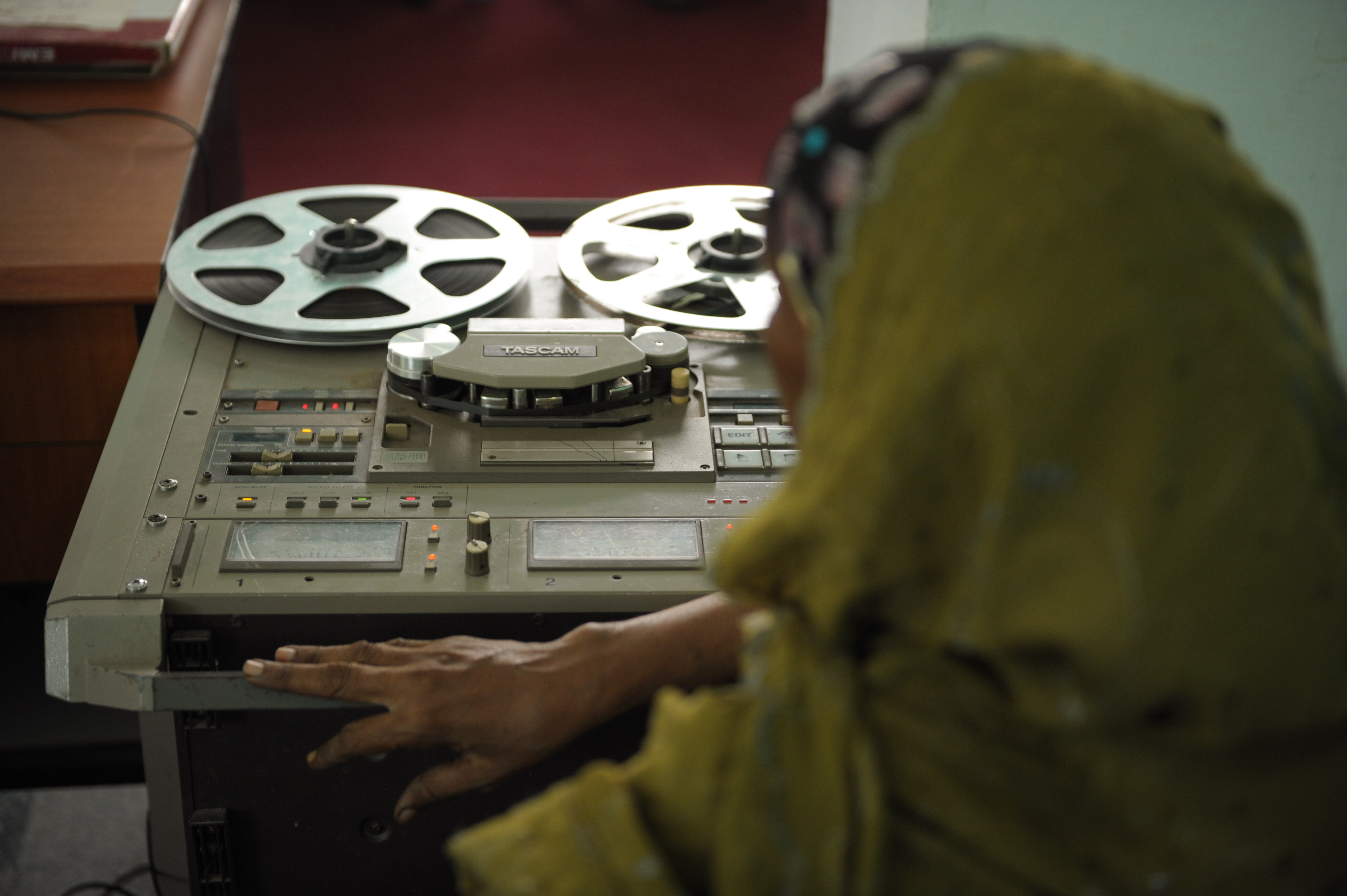
Gerät zur Digitalisierung analoger Aufnahmen bei Radio Mogadischu

Der Radiosender wurde 1951 zur Kolonialzeit, als Italien Teile des heutigen Somalias als Treuhandgebiet verwaltete, gegründet, anfangs sendete der Sender nur auf Italienisch. Später nahm der Sender auch ein Somali-sprachiges Programm auf. In den 1960er Jahren wurde die Radiostation mit sowjetischer Unterstützung modernisiert und bot ein Programm in Somali, Amharisch und Omoro an.
Mit Ausbruch des Bürgerkrieges in Somalia in den 1990er Jahren wurde der Radiosender von verschiedenen Warlords übernommen, die den Sender für Propagandazwecke nutzten. Die ab 2000 regierende Übergangsregierung unter Abdikassim Salat Hassan übernahm den Sender in den frühen 2000er Jahren. Vor August 2011, sendete die Radiostation aus einem mit Soldaten bewachten Militärlager bei Mogadischu. Mit der Befriedung der Hauptstadt, zog der Sender in die Innenstadt um.
Seit den späten 2000er Jahren ergänzt der Radiosender mit einer Webseite, auf der zusätzliche Nachrichten auf Somali zu finden sind.